# Стратегия Агмашенебели
Стратегия Агмашенебели (груз. კი ევროპას – სტრატეგია აღმაშენებელი ), иногда переводится как «Строитель стратегии» в честь царя Грузии Давида IV, также известного как Давид Строитель — центристская прозападная политическая партия в Грузии. Первоначально называлась Новая Грузия (груз. ახალი საქართველო). Основана в 2016 году Георгием Вашадзе, который вместе со сторонниками отделился от Единого национального движения.
Входила в коалицию «Государство ради народа» на парламентских выборах 2016 года, получив 3,45% голосов, не преодолев 5%-ный барьер, необходимый для прохождения в парламент. Впоследствии партия присоединилась к коалиции «Сила в Единстве», поддержав кандидатуру Григола Вашадзе на президентских выборах 2018 года. В парламентских выборах 2020 года партия приняла участие в составе того же блока, получив три места и заняв пятое место. В парламентских выборах 2024 года участвует  в составе коалиции «Единство — Национальное движение» под избирательным номером 5.

### Парламентские выборы 2024 года

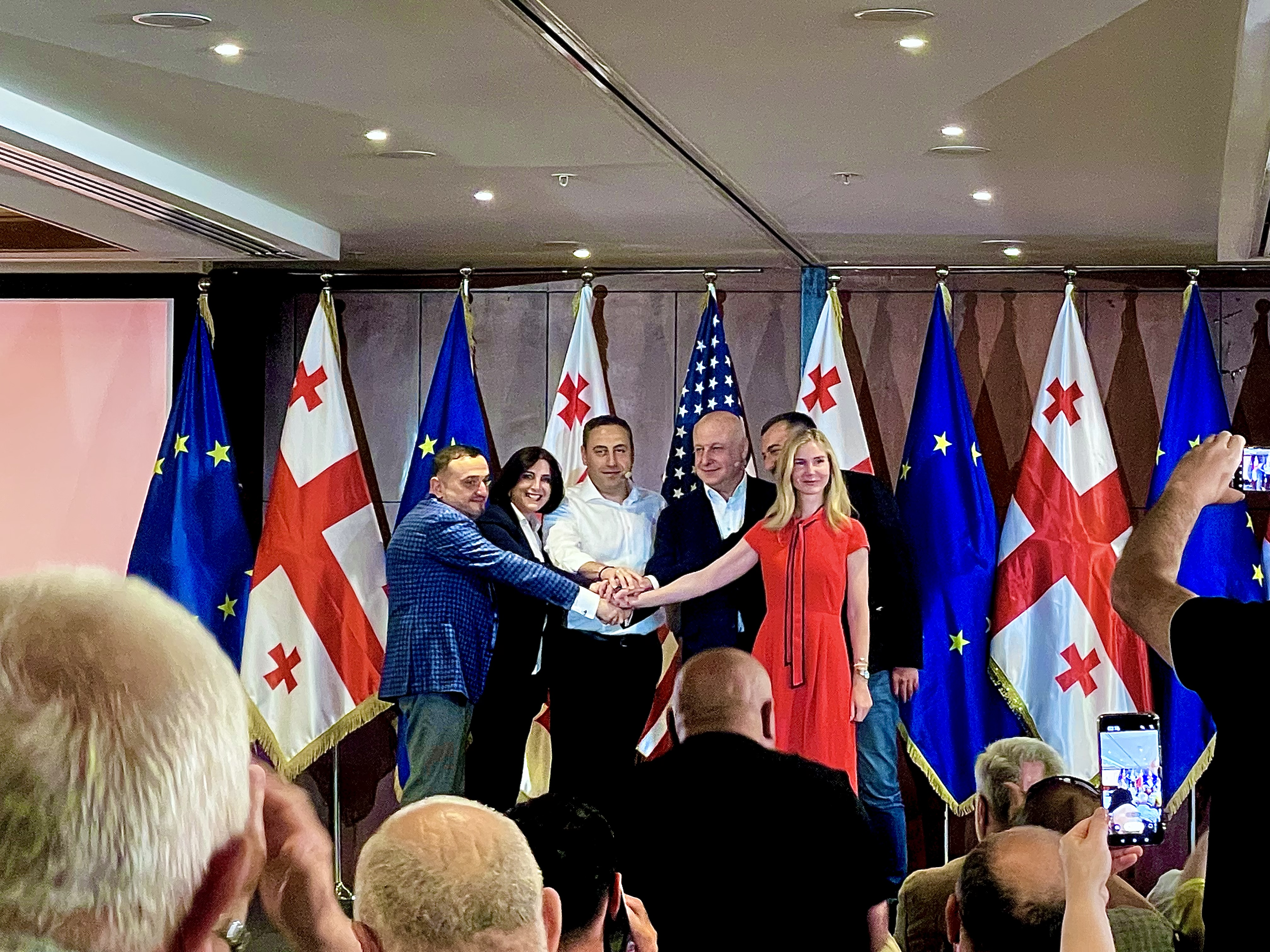
Руководство Единства – Национального Движения

20 июля 2023 года «Стратегия Агмашенебели» присоединилась к коалиции «Платформа Победы». Позднее альянс был переименован в «Единство — Спасение Грузии» (которое в свою очередь было переименовано в «Единство — Национальное движение»).  17 августа к коалиции присоединилась «Европейская Грузия».  Наряду с другими партиями коалиции, является подписантом Грузинской хартии, инициированной президентом  Зурабишвили, в которой изложены цели для возможного будущего правительства

## Идеология
Партия обычно рассматривается как центристская и либеральная. Однако некоторые источники классифицируют партию как правоцентристскую.   Партия рассматривается как разделяющая «сбалансированный взгляд на правые и левые избирательные вопросы». Поддерживает сокращение правительства и дерегулирование образования.  Такую идеологию также называют прогрессивизмом и реформизмом.  Во внешней политике партия рассматривается как проевропейская и пронатовская.